# Skraveltjärnen (Malå socken, Lappland)
Skraveltjärnen är en sjö i Malå kommun i Lappland och ingår i Skellefteälvens huvudavrinningsområde.